# Bilbays
Bilbays (arabiska بلبيس) är den näst största staden i guvernementet ash-Sharqiyya i Egypten. Folkmängden uppgår till cirka 170 000 invånare. 